# Ivan Khomukha
Ivan Viktorovich Khomukha (tiếng Nga: Иван Викторович Хомуха; sinh ngày 14 tháng 7 năm 1994) là một cầu thủ bóng đá người Nga. Anh thi đấu cho F.K. Spartak-2 Moskva.

## Sự nghiệp câu lạc bộ
Anh có màn ra mắt tại Giải bóng đá chuyên nghiệp quốc gia Nga cho F.K. Spartak-2 Moskva vào ngày 16 tháng 7 năm 2013 trong trận đấu với F.K. Dynamo Bryansk.